# Liste der Baudenkmale in Hagen im Bremischen
In der Liste der Baudenkmale in Hagen im Bremischen sind alle Baudenkmale der niedersächsischen Gemeinde Hagen im Bremischen (Landkreis Cuxhaven) aufgelistet. Grundlage ist die Veröffentlichung der Denkmalliste des Landkreises. Die Nummerierung hier bezieht sich auf die laufende Nummerierung der amtlichen Liste.

## Bramstedt
| Lage                                       | Bezeichnung               | Beschreibung | ID       | Bild |
| ------------------------------------------ | ------------------------- | --- | -------- | ---- |
| Dorfstraße 26 53° 21′ 59″ N, 8° 41′ 36″ O  | St. Jakobi                | Saalkirche aus verputztem Backstein mit Chor, Fassaden mit Strebepfeilern und hohen Fenstern, ältester Teil ist der Ostturm vom 16. Jh., Kirchenschiff von 1750, 1779 ausgebrannt, 1781 wiederaufgebaut; Innen: hölzerne Segmentbogentonne, Kanzelaltar (Bauzeit), Orgelprospekt (1787), Inventar des Vorgängerbaus (Figuren, Bronzetaufbecken von 1469 von Hinrich Klinghe). Umlaufende Emporen | 31265149 |      |
| Dorfstraße 26 53° 22′ 0″ N, 8° 41′ 36″ O   | St. Jakobi (Kirchhof)     | Der die Kirche umgebende Kirchhof, ehemals Friedhof, mit einzelnen Grabsteinen, u.a. von „Cordes 1797“. | 31265171 | BW   |
| Dorfstraße 24 53° 21′ 58″ N, 8° 41′ 34″ O  | Wohn-/ Wirtschaftsgebäude | Zweiständer-Hallenhaus in Fachwerk von 1780, heute Niedersachsenhaus Bramstedt als Museum sowie kulturelle und dörfliche Begegnungsstätte | 31265128 |      |
| Eilandstraße 1 53° 21′ 58″ N, 8° 41′ 35″ O | Schulhaus                 | Backsteinbau von 1873 | 31265192 | BW   |

### Harrendorf
| Lage                                    | Bezeichnung               | Beschreibung | ID       | Bild |
| --------------------------------------- | ------------------------- | --- | -------- | ---- |
| Harrendorf 5 53° 20′ 52″ N, 8° 44′ 9″ O | Wohn-/ Wirtschaftsgebäude | Backsteinbau mit reetgedecktem Satteldach. von um 1900 | 31265327 | BW   |
| Harrendorf 53° 20′ 57″ N, 8° 43′ 52″ O  | Gefallenendenkmal         | Aus Feldsteinen errichtete hoher Sockel von 1922, darauf eine Sandsteinstele mit einem Stahlhelm, für die Gefallenen von Harrendorf des Ersten Weltkriegs, mit Inschrifttafel | 31265308 | BW   |

### Lohe
| Lage                                       | Bezeichnung               | Beschreibung | ID       | Bild |
| ------------------------------------------ | ------------------------- | --- | -------- | ---- |
| Dorfring 16 53° 22′ 31″ N, 8° 45′ 12″ O    | Wohn-/ Wirtschaftsgebäude | Massivbau von 1903 mit schmalerem Wohn- und breiterem Wirtschaftsteil | 31265415 | BW   |
| Hauptstraße 53° 22′ 22″ N, 8° 45′ 20″ O    | Gefallenendenkmal         | Monolith aus Sandstein auf einem Sockel. Unter einem Relief von Stahlhelm und Panzerfaust eine Tafel aus Stein mit der Gravur „1914-1918“ und einem eisernen Kreuz. Errichtet 1920 für die Gefallenen des Ersten Weltkriegs. Ergänzt nach 1945 für die Gefallenen des Zweiten Weltkriegs. | 31265436 | BW   |
| Bokeler Straße 53° 22′ 37″ N, 8° 45′ 26″ O | Straße                    | Verbindungsweg zwischen Lohe (Hagen im Bremischen) und Bokel (Beverstedt), aufgeteilt in einen schmalen Pflasterstreifen aus Kopfsteinpflaster als ehemaliger „Winterweg“ und den unbefestigten ehemaligen „Sommerweg“ mit einem beidseitigen Baumbestand aus Erlen.                      | 31265653 | BW   |

### Wittstedt
| Lage                                        | Bezeichnung               | Beschreibung | ID       | Bild |
| ------------------------------------------- | ------------------------- | --- | -------- | ---- |
| Driftsether Weg 53° 23′ 55″ N, 8° 40′ 20″ O | Gefallenendenkmal         | Vierstufig aufgemauertes Monument aus Naturstein; die oberste Stufe bildet ein Findling mit Stahlhelmrelief. Darunter aufgesetzte Metalltafeln mit Namen. Errichtet um 1920 für die Gefallenen von Wittstedt des Ersten Weltkrieges, ergänzt um 1950 mit den Namen der Gefallenen des Zweiten Weltkrieges. | 31265477 | BW   |
| Ortsstraße 6 53° 24′ 16″ N, 8° 40′ 17″ O    | Wohn-/ Wirtschaftsgebäude | Zweiständer-Hallenhaus in Fachwerk von 1793, der Wirtschaftsgiebel und nördliche Traufseite 1827 erneuert | 31265496 | BW   |
| Ortsstraße 10 53° 24′ 13″ N, 8° 40′ 19″ O   | Backhaus                  | Bau aus Backsteinvon vor 1905 | 31265606 | BW   |
| Ortsstraße 10 53° 24′ 13″ N, 8° 40′ 19″ O   | Stall                     | Langgestreckter Backsteinbau von vor 1905 als Schweinestall | 31265583 | BW   |
| Ortsstraße 10 53° 24′ 12″ N, 8° 40′ 19″ O   | Scheune                   | Backsteinbau von 1910, Giebel im oberen Bereich mit Fachwerk | 31265561 | BW   |
| Ortsstraße 10 53° 24′ 12″ N, 8° 40′ 20″ O   | Wohn-/ Wirtschaftsgebäude | Giebelständiger Backsteinbau von 1848 | 31265517 | BW   |
| Ortsstraße 10 53° 24′ 11″ N, 8° 40′ 18″ O   | Stall                     | Backsteinbau von vor 1905 als Hühnerstall | 31265629 | BW   |

## Dorfhagen
| Lage                                              | Bezeichnung | Beschreibung                                                          | ID       | Bild |
| ------------------------------------------------- | ----------- | --------------------------------------------------------------------- | -------- | ---- |
| Alte Lindenstraße 3 53° 20′ 25″ N, 8° 40′ 58″ O   | Dorfschule  | 1-gesch. Backsteinbau von 1927                                        | 31268123 | BW   |
| An der Bundesstraße 9 53° 19′ 57″ N, 8° 41′ 14″ O | Poststation | Kleiner 1-gesch. Backsteinbau von 1829 an der späteren Bundesstraße 6 | 37357037 | BW   |

## Driftsethe
| Lage                                                   | Bezeichnung       | Beschreibung | ID       | Bild |
| ------------------------------------------------------ | ----------------- | --- | -------- | --- |
| Hohes Wehr 53° 22′ 40″ N, 8° 37′ 42″ O                 | Mausoleum         | Verklinkerter Rundbau von um 1889 (oder um 1910) mit laternenbekröntem Kupferdach, mit übergiebeltem Eingangsportikus, ansonsten schlicht gestaltet, Grabstätte der Familie Ficke             | 31266839 | |
| Hohes Wehr 53° 22′ 41″ N, 8° 37′ 34″ O                 | Gefallenendenkmal | Gefallenendenkmal von um 1920 aus Feldsteinen hoher, hügelartiger Aufbau, mit einem Kreuz, Steingrößen nach oben sukzessive abnehmend, Inschrifttafel für die Gefallenen beider Weltkriege    | 31266820 | BW |
| (Weißenberg) Kreisstraße 5 53° 22′ 21″ N, 8° 35′ 33″ O | Backhaus          | Eingeschossiger Fachwerkbau mit Backsteinausfachung, unter ziegelgedecktem Satteldach. Mit westlichem niedrigerem Anbau für den ausgescherten Backofen, dieser erhalten. Errichtet im 19. Jh. | 31266877 | BW |
| (Weißenberg) Auf der Horst 53° 21′ 51″ N, 8° 36′ 0″ O  | Grabmal           | Steinkreuz auf Postament von 1854 umgeben von im Halbkreis aufgeschichteten Findlingenr, Grabstätte der Familie des Deichgrafen Jakob Illjes                                                  | 31266858 | |
| (Weißenberg) Auf der Horst 53° 21′ 57″ N, 8° 36′ 3″ O  | Landhaus          | Eingeschossig, mit Rauputz versehene, traufständige Landhaus unter pfannengedecktem Halbwalmdach - in 1914 von Hugo Wagner errichtet.                                                         |          | [[Vorlage:Bilderwunsch/code!/O:Landhaus Wittenborgh!/C:53.3657434,8.6007242!/D:(Weißenberg) Auf der Horst, Landhaus!/\|BW]] |

## Hagen
| Lage                                         | Bezeichnung                         | Beschreibung | ID                                                        | Bild           |
| -------------------------------------------- | ----------------------------------- | --- | --------------------------------------------------------- | -------------- |
| Amtsdamm 31 53° 21′ 20″ N, 8° 38′ 27″ O      | Villa                               | Aufwändiger Massivbau von 1908 unter bewegten Schieferdächern mit markantem Turm, vom hannoverschen Architekten Eberhard Hillebrand entworfen für seinen Schwiegersohn, den Gutsbesitzer Arend Hüncken, Innenausstattung gut erhalten                                                                         | 31268147                                                  |                |
| Amtsplatz 1 53° 21′ 18″ N, 8° 38′ 35″ O      | Martin-Luther-Kirche                | Backsteinbau von 1897 mit eingezogenem Rechteckchor, Westturm mit Dachreiter als Turmspitze, abgetreppte Strebepfeiler, dazwischen stichbogen- und spitzbogenförmige Fenster, im Inneren holzverschalte Trapezdecke, dreiseitige Empore, Jugendstil-Schablonenmalerei, Orgel von Furtwängler                  | 31268169                                                  | Weitere Bilder |
| Amtsplatz 2 53° 21′ 17″ N, 8° 38′ 35″ O      | Amtsgebäude                         | 2-gesch. Fachwerkbau von 1704 mit Walmdach, Nach Nutzung als Försterei seit 1930 Schule und heute Teil der Grundschule an der Staleke | 31268192                                                  |                |
| Amtsplatz 3 53° 21′ 16″ N, 8° 38′ 31″ O      | Amtsgericht                         | 2-gesch. Backsteinbau von 1846 (i) als Amtsgericht mit Gefängnis, seit 1978 genutzt als Rathaus von Hagen | 31268214                                                  |                |
| Amtsplatz 3 53° 21′ 16″ N, 8° 38′ 31″ O      | Nebengebäude                        | Giebelständiger eingeschossiger Backsteinbau unter ziegelgedecktem Krüppelwalmdach. Erbaut als Nebengebäude im ehemaligen Amtsbezirk. | 31268048                                                  | BW             |
| Burgallee 1 53° 21′ 9″ N, 8° 38′ 21″ O       | Burg                                | 2-gesch. Backsteinbau von 1501, nördliches Eingangsportal aus der ersten Hälfte 17. Jh., hier Türsturz als Sandsteinrelief mit Wappen und Festons, Innen: Wandmalereien verschiedener Ausmalungsphasen, Kapellenraum mit Kielbogen geschmückte Fensterrahmungen und gemalte Vorhänge, ab 1720 Beamtenwohnsitz | 31268277                                                  |                |
| Burgallee 1 53° 21′ 10″ N, 8° 38′ 23″ O      | Stall                               | Langgestreckter eingeschossiger Fachwerkbau mit Backsteinausfachung, unter ziegelgedecktem Satteldach. Errichtet 1948 (a) aus den Resten einer ehemaligen Zehntscheune. | 31268299                                                  |                |
| Friedhofstraße 53° 21′ 43″ N, 8° 38′ 30″ O   | Mausoleum                           | Backsteinbau von 1886 mit aufwändiger Sandsteinfassade und übergiebeltem Portal, entworfen von Otto Goetze als Mausoleum der Familie von Arend Hüncken | 31268344                                                  | BW             |
| In der Hörn 53° 21′ 54″ N, 8° 38′ 17″ O      | Mausoleum                           | Backsteinbau mit Mansarddach aus der zweiter Hälfte 18. Jh. durch die Familie von Wersebe gebaut | 31268417                                                  |                |
| Möhlenstroot 10 53° 21′ 3″ N, 8° 37′ 50″ O   | Wohn-/ Wirtschaftsgebäude           | Zweiständerbau in Fachwerk von 1754, im 19. Jh. Wohnteil in Backstein erneuert | 31268393                                                  | BW             |
| Möhlenstroot 53° 21′ 5″ N, 8° 37′ 53″ O      | Aufschüttung / Straße / Baumbestand | Beidseitig Wälle und Baumbestand an der Pflasterstraße. Mühlenweg entlang der Hagener Windmühle: über 460 Meter lang gepflastert und mit abgesetztem Sommerweg, beidseitigen Wällen und Baumreihen. | / 31268483 / 31268067/1/-/ 31268030 / 31268483 / 31268067 |                |
| Wiesenstraße 17 53° 21′ 1″ N, 8° 37′ 50″ O   | Windmühle                           | Galerieholländer von 1778, erhalten: Backsteinunterbau, reetgedeckter Mühlenkörper, hölzernen Galerie, heute als „Rittersche Windmühle“ bezeichnet | 31268367                                                  |                |
| Waldstück Döhren 53° 21′ 22″ N, 8° 39′ 26″ O | Jüdischer Friedhof                  | Jüdischer Friedhof von 1786, 1840 erweitert und bis 1936 belegt, Grabplatten vorwiegend des 19. Jh., Schmiedeeiserner Eingang von 1887, Gedenkstein für die unter nationalsozialistischer Herrschaft umgekommenen Juden. 79 Grabsteine sind erhalten                                                          | 31268319                                                  |                |

## Hoope
| Lage                                       | Bezeichnung               | Beschreibung                                                                  | ID       | Bild |
| ------------------------------------------ | ------------------------- | ----------------------------------------------------------------------------- | -------- | ---- |
| Mühlenweg 11 53° 18′ 32″ N, 8° 42′ 15″ O   | Wohn-/ Wirtschaftsgebäude | Zweiständer-Hallenhaus in Fachwerk von um 1800                                | 31255383 | BW   |
| Mühlenweg 11 53° 18′ 32″ N, 8° 42′ 17″ O   | Scheune                   | Fachwerkscheune von um 1850                                                   | 31255429 | BW   |
| Wiesenstraße 5 53° 18′ 47″ N, 8° 42′ 15″ O | Wohn-/ Wirtschaftsgebäude | Zweiständer-Hallenhaus in Fachwerk von um 1760, Wohnteil 1924 massiv erneuert | 31255452 | BW   |
| Wiesenstraße 5 53° 18′ 46″ N, 8° 42′ 14″ O | Scheune                   | Langgestreckter Fachwerkbau vom 19. Jh., nach Norden in Backstein verlängert  | 31255480 | BW   |
| Wiesenstraße 5 53° 18′ 46″ N, 8° 42′ 16″ O | Stall                     | Fachwerkbau vom 19. Jh.                                                       | 31255503 | BW   |
| Wiesenstraße 5 53° 18′ 46″ N, 8° 42′ 15″ O | Backhaus                  | massives Backhaus                                                             | 31255526 | BW   |

## Lehnstedt
| Lage                                               | Bezeichnung               | Beschreibung                                                                                              | ID       | Bild |
| -------------------------------------------------- | ------------------------- | --- | -------- | ---- |
| Borner Straße 12 53° 18′ 38″ N, 8° 38′ 7″ O        | Wohn-/ Wirtschaftsgebäude | Zweiständer-Hallenhaus in Fachwerk vom Ende des 18. Jh.                                                   | 31255549 | BW   |
| Neuenhausener Straße 25 53° 19′ 10″ N, 8° 38′ 7″ O | Werkstatt                 | Von Findlingsmauern umgebener Backsteinbau mit Walmdach in Reetdeckung, errichtet im 19. Jh als Töpferei. | 31255594 | BW   |

## Offenwarden
| Lage                                           | Bezeichnung       | Beschreibung | ID       | Bild |
| ---------------------------------------------- | ----------------- | --- | -------- | ---- |
| Hauptstraße 1 53° 20′ 17″ N, 8° 31′ 39″ O      | Backhaus          | 1-gech. Backsteinbau mit steilem Satteldach von 1820 (i); Ofen abgebrochen                                       | 31255891 | BW   |
| Hauptstraße 11 53° 20′ 11″ N, 8° 31′ 56″ O     | Wohnhaus          | Backsteinhaus von 1901 mit Drempelgeschoss und 2-gesch. Risalit, im Inneren komplette und aufwändige Ausstattung | 38679901 | BW   |
| Hauptstraße 11 53° 20′ 11″ N, 8° 31′ 55″ O     | Garten            | Garten mit Baumbestand, schmiedeeiserner Einfriedung und Sitzplatz mit grottenartiger Einfassung.                | 39677233 | BW   |
| Offenwardener Moor 53° 20′ 46″ N, 8° 34′ 28″ O | Gefallenendenkmal | | 31255935 | BW   |

## Rechtenfleth
| Lage                                               | Bezeichnung               | Beschreibung | ID       | Bild |
| -------------------------------------------------- | ------------------------- | --- | -------- | ---- |
| Hermann-Allmers-Straße 53° 22′ 59″ N, 8° 30′ 34″ O | Kriegerdenkmal            | Backsteinbau mit vier Pfeilern, jeweils abgeschlossen durch eine Deckplatte mit Zinnen; nach Entwurf von Hermann Allmers errichtet 1897–99 in Gedenken an den Deutsch-Französischen Krieg 1870/71, mit Inschrifttafeln.                                            | 31255958 | BW   |
| Mittelstraße 1 53° 22′ 58″ N, 8° 30′ 31″ O         | Wohn-/ Wirtschaftsgebäude | Im Kern Zweiständerbau von 1731, 1842 umgebaut in Form eines Vierständer-Hallenhauses in Backstein, 1862 durch Hermann Allmers erweitert um einen zweigeschossigen Wohnteil mit Mittelrisalit und Stufengiebel, aufwändige Innenausstattung mit Malereien erhalten | 31255977 |      |
| Mittelstraße 1 53° 22′ 58″ N, 8° 30′ 33″ O         | Querdurchfahrtsscheune    | 1-gesch. Fachwerkgebäude aus der Mitte des 18. Jh. | 31256001 | BW   |
| Mittelstraße 1 53° 22′ 58″ N, 8° 30′ 33″ O         | Stall                     | 1-gescg. Backsteinbau vom Ende des 19. Jh. | 31256024 | BW   |
| Mittelstraße 1 53° 22′ 57″ N, 8° 30′ 30″ O         | Garten                    | Garten mit Gartenskulpturen und Monumenten. Angelegt unter Hermann Allmers nach 1862 mit Hilfe von befreundeten Künstlern. Reicher Baumbestand, zum Teil sehr alt: 300 Jahre alter Taxus im Eingangsbereich zum Haus                                               | 31256047 | BW   |
| Sielstraße 53° 22′ 59″ N, 8° 30′ 28″ O             | Denkmal Karl der Große    | Werksteinbau von 1899 als Ädikula mit bildlicher Darstellung Karls des Großen, Initiative von Hermann Allmers Entwurf Christoph Hehl, Steinmetzarbeiten Gebrüder Küsthardt, Mosaik erstellt nach Entwurf von Erwin Küsthardt durch die Firma Villeroy und Boch     | 31256092 |      |
| Vorderstraße 10 53° 22′ 43″ N, 8° 30′ 39″ O        | Gefallenendenkmal         | Steinmonument mit quadratischem Sockel von um 1920 für die Gefallenen beider Weltkriege | 31256198 | BW   |
| Vorderstraße 53° 22′ 43″ N, 8° 30′ 42″ O           | Friedhof                  | Friedhof von 1852 mit zahlreichen Grabmonumenten und drei Erbbegräbnissen, Erbbegräbnis der Familie Hermann Allmers | 31256112 | BW   |
| Vorderstraße 53° 22′ 43″ N, 8° 30′ 43″ O           | Friedhof/Grabstätte       | Backsteinbau von um 1860 in Form einer kleinen Kapelle, Erbbegräbnis der Familie Joppert | 31256157 |      |
| Vorderstraße 53° 22′ 43″ N, 8° 30′ 43″ O           | Friedhof/Grabstätte       | Erbbegräbnis Allmers: Gemauerte Gruft mit Hügel und Laubengang, daneben mehrere Skulpturen, Grabstein für die Mutter und Obelisk für den Vater von Allmers, der hier 1902 bestattet wurde                                                                          | 31256136 |      |
| Zwischendeichsweg 1 53° 22′ 57″ N, 8° 31′ 21″ O    | Wohnhaus                  | Backsteinbau mit Drempel von um 1885 | 31256218 | BW   |

## Sandstedt
| Lage                                              | Bezeichnung                  | Beschreibung | ID       | Bild           |
| ------------------------------------------------- | ---------------------------- | --- | -------- | -------------- |
| Deichstrenge 11 53° 21′ 38″ N, 8° 31′ 2″ O        | Scheune                      | Fachwerkbau aus der Mitte des 19. Jh. | 31256263 | BW             |
| Deichstrenge 11 53° 21′ 38″ N, 8° 31′ 2″ O        | Hofpflasterung               | Hofpflasterung in Feldsteinen vor dem Wirtschaftsgiebel | 31256286 | BW             |
| Deichstrenge 11 53° 21′ 37″ N, 8° 31′ 1″ O        | Wohn-/ Wirtschaftsgebäude    | Zweiständer-Hallenhaus in Fachwerk von 1761, Innengerüst erhalten. 1947 Wohnteil und Traufseiten in Backsteinmauerwerk erneuert und aufgestockt | 31256238 | BW             |
| Kreisstraße 53 53° 22′ 0″ N, 8° 30′ 51″ O         | Oberfeuer Sandstedt          | Dreibeinige genietete rot gestrichene Stahlkonstruktion, Laterne mit Umgang, kupfergedeckte Haube, Zugang über mittige blechverkleidete Treppe. 19 Meter Höhe. Erbaut 1898 als Oberfeuer, das zugehöriges ehemalige Unterfeuer steht heute vor dem Schiffahrtsmuseum in Bremerhaven.                               | 31256307 | Weitere Bilder |
| Marktstraße 2 53° 21′ 35″ N, 8° 31′ 28″ O         | St. Johannis                 | Schlichter Saalbau in Backsteinmauerwerk unter ziegelgedecktem Satteldach; mit quadratischen Westturm unter sehr hohem spitzem Helm. Erbaut 1609-1613 (a). Innenausstattung überwiegend des 17. Jh., Gewölbedecke erst zu Beginn des 19. Jh. eingezogen, aus dieser Zeit stammen auch die Strebepfeiler am Schiff. | 31256351 | Weitere Bilder |
| Marktstraße 2 53° 21′ 34″ N, 8° 31′ 29″ O         | St. Johannis (Kirchhof)      | Kirchhof mit zahlreichen Grabplatten und Grabsteinen des 17., 18. und 19. Jh. | 31256377 | BW             |
| Marktstraße 2 53° 21′ 34″ N, 8° 31′ 31″ O         | St. Johannis (Viktoriasäule) | Auf mehrfach gestuftem Sockel stehende Säule, bekrönt von einer Viktoria. Errichtet um 1880 zur Erinnerung an den Deutsch-Französischen Krieg 1870/71. | 31256402 | BW             |
| Osterstader Straße 29 53° 21′ 36″ N, 8° 31′ 32″ O | Scheune                      | Backsteingebäude, im Inneren der ältere Zweiständerbau erhalten, Wände um 1860 in Backstein erneuert | 31256515 | BW             |
| Osterstader Straße 29 53° 21′ 36″ N, 8° 31′ 34″ O | Wohn-/ Wirtschaftsgebäude    | Backsteingebäude im Inneren Zweiständerbau aus der zweite Hälfte 17. Jh. erhalten; Außenwände um 1830 massiv ersetzt | 31256446 | BW             |
| Osterstader Straße 29 53° 21′ 36″ N, 8° 31′ 34″ O | Backhaus                     | 1-gesch.r Backsteinbau unter vom 19. Jh. | 31256494 | BW             |
| Osterstader Straße 31 53° 21′ 36″ N, 8° 31′ 41″ O | Wohnhaus                     | 1-geschoss. massive Villa von 1892 mit 2-gesch. Mittelrisalit | 31256536 | BW             |
| Osterstader Straße 31 53° 21′ 36″ N, 8° 31′ 41″ O | Remise                       | 1-gesch. Massivbau um 1895, Bergeraum im DG. | 31256561 | BW             |
| Osterstader Straße 31 53° 21′ 37″ N, 8° 31′ 40″ O | Garten                       | Parkartig gestalteter Garten der Villa mit Strauchbewuchs als bauzeitliche Einfriedung, alter Baumbestand | 31256605 | BW             |
| Osterstader Straße 31 53° 21′ 37″ N, 8° 31′ 38″ O | Graben (Erdbauwerk)          | Umlaufender Graben als Begrenzung des Grundstücks | 31256625 | BW             |
| Weserstraße 53° 21′ 32″ N, 8° 30′ 57″ O           | Rechter Weserdeich           | | 31256893 | BW             |

## Uthlede
| Lage                                      | Bezeichnung             | Beschreibung | ID       | Bild           |
| ----------------------------------------- | ----------------------- | --- | -------- | -------------- |
| Moorstraße 20 53° 18′ 31″ N, 8° 34′ 34″ O | Pfarrhaus               | 1-gesch. Backsteinbau von 1895 | 31356316 | BW             |
| Moorstraße 20 53° 18′ 30″ N, 8° 34′ 32″ O | St. Nikolaus            | Einschiffiger Backsteinbau mit Querhaus und eingezogenem Polygonalchor von 1864, Westturm von um 1500 vom Vorgängerbau mit Knickhelm von 1759, Innen holzverschalte Decke, umlaufende Emporen, Altar von 1864 | 31356382 | Weitere Bilder |
| Moorstraße 20 53° 18′ 29″ N, 8° 34′ 32″ O | St. Nikolaus (Kirchhof) | Die Kirche umgebende Grünfläche mit historischen Grabsteinen. | 31356404 | BW             |

## Wersabe
| Lage                                              | Bezeichnung                    | Beschreibung | ID       | Bild           |
| ------------------------------------------------- | ------------------------------ | --- | -------- | -------------- |
| Wersaber Dorfstraße 6 53° 19′ 39″ N, 8° 31′ 45″ O | Wohn-/ Wirtschaftsgebäude      | Zweiständer-Hallenhaus in Fachwerk von 1621, Innengerüst erhalten. Wohngiebel und Traufseiten um 1900 in Backstein erneuert | 31256734 | BW             |
| Wersaber Dorfstraße 6 53° 19′ 40″ N, 8° 31′ 45″ O | Scheune                        | Fachwerkbau aus der Mitte des 19. Jh., Südfassade und westliche Traufseitea in Backstein erneuert | 31256759 | BW             |
| Wersaber Dorfstraße 53° 19′ 39″ N, 8° 31′ 54″ O   | St. Marien                     | Rechteckige Saalkirche von 1769 mit leicht eingezogenem Rechteckchor veranlasst durch den Moorkolonisator Jürgen Christian Findorff, Westturm mit schiefergedecktem Helm, Innen: Balkendecke; Ausstattung aus dem 17. bis 19. Jh.                                  | 31256665 | Weitere Bilder |
| Wersaber Dorfstraße 53° 19′ 39″ N, 8° 31′ 54″ O   | St. Marien (Kirchhof)          | Die Kirche umgebender von einem Graben begrenzter Kirchhof mit zahlreichen aufwändigen Grabmonumenten des 17., 18. und 19. Jh. | 31256689 | BW             |
| Wersaber Dorfstraße 53° 19′ 38″ N, 8° 31′ 55″ O   | St. Marien (Gefallenendenkmal) | Denkmal von um 1920 für die Gefallenen des Ersten Weltkrieges, um 1950 ergänzt um die Namen der Gefallenen des Zweiten Weltkrieges; Rötlicher Sandsteinblock in Altarform, gerahmt von zwei säulenähnlichen Blöcken, darauf Bogen, mit Relief eines Eisernen Helms | 31256713 | BW             |

## Wulsbüttel
| Lage                                      | Bezeichnung               | Beschreibung | ID       | Bild           |
| ----------------------------------------- | ------------------------- | --- | -------- | -------------- |
| Lindenstraße 6 53° 19′ 1″ N, 8° 40′ 16″ O | Wohn-/ Wirtschaftsgebäude | Zweiständer-Hallenhaus in Fachwerk von 1673 | 31255659 | BW             |
| Lindenstraße 53° 19′ 1″ N, 8° 40′ 22″ O   | St. Lucia                 | Saalkirche aus lagerhaftem Feldsteinmauerwerk, mit eingezogenem, längsrechteckigem Chor, beide Bauteile unter ziegelgedecktem Satteldach, erbaut um 1200. Niedriger hölzerner Westturm des 17. Jh. Im Inneren Bretterdecke, zwischen Chor und Schiff flacher Rundbogen; Ausstattung des 16. bis 19. Jh, darunter Prieche der Familie Wersebe von 1614 (i). Drei Glocken aus der Zeit um 1300. | 31255615 | Weitere Bilder |
| Lindenstraße 53° 19′ 0″ N, 8° 40′ 23″ O   | St. Lucia (Kirchhof)      | Grünfläche um den Kirchhof, eingefasst von einer Mauer aus Feldsteinen und Findlingen. Mit alten Grabsteinen. | 31255638 | BW             |

### Heesen
| Lage                                    | Bezeichnung               | Beschreibung | ID       | Bild |
| --------------------------------------- | ------------------------- | --- | -------- | ---- |
| Hof Heesen 1 53° 19′ 3″ N, 8° 39′ 42″ O | Wohn-/ Wirtschaftsgebäude | Vierständer-Hallenhaus in Fachwerk mit Backsteinausfachung von 1881, um 1900 nach Südwesten um Scheunenanbau erweitert.    | 31255310 | BW   |
| Hof Heesen 1 53° 19′ 2″ N, 8° 39′ 40″ O | Querdurchfahrtscheune     | Wandständerbau von 1788 mit zwei Querdurchfahrten                                                                          | 31255333 | BW   |
| Hof Heesen 3 53° 19′ 4″ N, 8° 39′ 44″ O | Schafstall                | Fachwerkbau mit Lehmausfachungvon 1735                                                                                     | 31255358 | BW   |
| Heesen 5 53° 19′ 1″ N, 8° 39′ 45″ O     | Wassermühle Heesen        | 2-gesch. Bau von um 1880, Obergeschoss in Fachwerk, Untergeschoss in Backstein auf Sockel, bis 1956 in Betrieb, heute Café | 31255287 | BW   |